# Bibra (bei Meiningen)
Bibra (bei Meiningen) este o comună din landul Turingia, Germania.